# 馬学講座ホースアカデミー
『馬学講座ホースアカデミー』（ばがくこうざホースアカデミー）は、グリーンチャンネルで放送されている教養番組である。
日本中央競馬会 (JRA) が日高育成牧場や宮崎育成牧場で行う競走馬生産育成の研究成果を公開している番組。番組には競馬関係機関の職員が出演し、馬の繁殖や当歳馬などに関する情報を公開する。2011年8月から2012年3月まで全9回にわたる講義を行った後、2013年に増補・改訂版の『新・馬学講座ホースアカデミー』を放送した。